# 尼古拉·鮑培
尼古拉·尼古拉耶維奇·鮑培（羅馬化：Nikolay Nikolayevich Poppe；1897年7月27日—1991年8月8日），缩写为尼古拉·鲍培（Ни́колас Поппе）或N.N.鮑培（N.N. Poppe），德裔苏联学者，1949年后移居美国，著名的阿尔泰语系学者、東方學家。
鮑培被認為是美国蒙古学研究的奠基人之一，其所創立的蒙古語鮑培氏轉寫至今仍是世界上最為通用的蒙古語拉丁轉寫。他對阿爾泰語系語言的研究作出了突出貢獻。他認為韓國語（朝鮮語）與阿爾泰語系存在著關聯，只不過與蒙古語族、通古斯語族、突厥語族的關聯不大。

## 生平
尼古拉斯·鮑培出生在清帝国山東省的煙台。父亲是尼古拉斯·埃德温·鲍培，曾就读于圣彼得堡大学，期间对汉语、满语、蒙古语等多种东方语言有所涉猎，后担任俄罗斯帝国驻天津领事馆的秘书；母親名为伊丽莎白。在中国期间，鲍培遭遇了义和团事件，与母亲避难于一幢英国建筑并渡过风波。1901年，鲍培随母亲返回圣彼得堡。1903年，因其父调职于俄罗斯帝国驻齐齐哈尔领事馆，鲍培再次来到中国，1904年，因日俄战争爆发，鲍培的父亲决定将其母子送回俄国，此后直到1913年鲍培之父去世，父子再未相见。
1907年，鲍培进入圣彼得堡的教会学校学习，学校课程均由德语和法语教授，鲍培在此结识了拥有不同族裔背景的学生。在此期间，鲍培一家多次前往芬兰旅行，鲍培很快学会了芬兰语，并对芬兰民族产生了极好的印象。1914年，第一次世界大战爆发，在战争中，鲍培完成了高中学业，虽然钟情于语言学，但在现实压力下和家人的说服下，鲍培最终进入彼得格勒大学医学院学习。但战争和革命使得鲍培的学业难以为继，其本人也在战争末期被征召入伍。十月革命后，鲍培再次入学并更换专业，跟随普德涅夫学习蒙古语，后师从符拉基米尔佐夫。在彼得格勒大学学习期间，鲍培得以结识甚至受教于俄国众多著名阿尔泰学学者。在革命和内战的困苦中，鲍培于1923年取得了彼得格勒大学的硕士学位，在此之前，鲍培已经开始在科学院的地理学院和1920年成立的东方语言学院任职，1921年后又任教于彼得格勒大学，身兼三职。1924年，鲍培与娜塔莉娅结婚，并育有二子。1931年，鲍培被任命为苏联科学院东方研究所蒙古学部的负责人。从20世纪20年代起，鲍培多次前往蒙古人民共和国和苏联布里亚特共和国进行学术考察，并在此期间收集了众多蒙古民歌、传说以及和萨满相关的资料。在其回忆录中，鲍培虽然认为蒙古人“懒”，但同时也具有纯朴正直的品德。
虽然经历过秘密警察的盘查，但鲍培并没有受难于30年代的大清洗。苏德战争爆发后，在科学院的疏散过程中，鲍培被派往苏联卡尔梅克共和国任教，并在1942年的德军夏季攻势中身陷德占区，在此期间，鲍培曾为德军担任翻译，并得益于其德裔身份而受到优待。在德军败退后，鲍培决定携家人逃往德国。在其回忆录中，鲍培表达了其对党卫军种种行为的否定。在德国期间，鲍培任职于万湖研究所，该机构专门负责研究苏联的政治经济状况，鲍培一家在德国期间，经常因盟军的空袭而居无定所，其长子在战争末期甚至被德国军队征召入伍。第二次世界大战结束后，鲍培为躲避苏联的追捕，曾避难于德国的远方亲戚家，后进入英国的收容机构，鲍培的妻子娜塔莉娅于1949年病逝，鲍培经多方打探，最终被美国的华盛顿大学所接受。鲍培在华盛顿大学的远东和苏联研究所任教直到其1968年退休，鲍培任教期间，华盛顿大学一度成为美国蒙古学研究的中心之一，他的学生卢本等亦成为美国蒙古学研究的中坚力量。1952年，鲍培再婚。
退休后，鲍培多次应邀访问西欧诸国和日本，并曾在波恩大学担任客座教授。因其对阿尔泰学的卓越贡献，鲍培获得了众多荣誉称号，如芬兰东方研究所通讯院士、安卡拉语言学院通讯院士、德国东方学院荣誉院士等。1991年鲍培逝世于西雅图。